# Педай, Галина Николаевна
Галина Николаевна Педай (28 августа 1932 ― ноябрь 2007) ― советский и российский педагог, Народный учитель Российской Федерации (2003).

## Биография
Галина Николаевна Педай родилась 28 августа 1932 года в селе Наумовка Жигаловского района Иркутской области, РСФСР.
В 1941 стала ученицей первого класса начальной школы. С детства увлекалась игрой в школу, позже эта любовь переросла в профессиональную деятельность. Завершив обучение в школе, в 1948 году, она поступила учиться в Качугское педагогическое училище Иркутской области, которое успешно окончила в 1952, получила специальность «Учитель начальной школы».
С 1952 года стала работать учителем начальных классов. Преподавала в школах сёл Шаманка и Урик. С 1954 по 1981 годы работала преподавателем в Качугском педагогическом училище, а также в Александровской средней школе, в средних школах сёл Олонки и Карлук.
Её педагогический стаж составил более пятидесяти лет. На протяжении 25 лет работала в должности заместителя директора школы по учебно-воспитательной работе, преподавала в начальных классов в Большелугской средней школе № 8. В 2005 году вышла на заслуженный отдых.
В 1968 году стала делегатом I-го Всесоюзного съезда учителей. С 1978 по 1984 годы Галина Николаевна совместно с учёными кафедры русского языка Иркутского педагогического института работала над темой «Работа над значением слова на текстах школьных предметов в IV классе». В 1980 годы  она выступила соавтором методических рекомендаций «Значение слова. Первые уроки в 4 классе», которые были изданы отдельной книгой.
Указом Президента Российской Федерации от 28 мая 2003 года №579, Галина Николаевна была удостоена звания "Народный учитель Российской Федерации".
Проживала в селе Большой Луг Иркутской области. Умерла в ноябре 2007 года.

## Награды и звания
- Орден «Знак Почёта»
- Народный учитель Российской Федерации (28.05.2003),
- Заслуженный учитель школы РСФСР (1978),
- Отличник народного образования,
- Медаль «Ветеран труда»,
- почётная грамота Президиума Верховного Совета РСФСР (1968),
- почётная грамота Министерства просвещения РСФСР.

## Память
- 10 сентября 2008 на фасаде Большелугской средней школы № 8 была открыта мемориальная доска первому народному учителю Российской Федерации Шелеховского района — Галине Николаевне Педай.